# Ёгна
Ёгна (Егна, Егны, Iогны, карел. Jogna) — село в Весьегонском районе Тверской области. На начало 2008 года население — 192 жителя. Административный центр Ёгонского сельского поселения, образованного в 2005 году.
В 2002 году (перепись) — 183 жителя, 87 мужчин и 96 женщин.
Расположено в 20 километрах к западу от районного центра Весьегонск, на речке (ручье) Егница (Ягница), притоке реки Медведка, которая впадает в реку Звану.

## В селе
- Администрация сельского поселения.
- Правление СПК «Путь Ленина».
- Ёгонская сельская библиотека — филиал МУК ВМЦБ.
- Отделение почтовой связи.

## История
В XIII веке известна волость Ёгна Новгородской земли. В договорной грамоте Новгорода с тверским князем Ярославом Ярославичем (1264) впервые упоминается окраинная новгородская волость Ёгна. Первое упоминание о деревне относится к 1615-1616 гг., когда одна часть деревни была «дана» в поместье Ивану Григорьевичу Трусову, а другая - Самойлу Яковлевичу Арцыбашеву.
Село упоминается с XIV века. В 1645 пожаловано Измайловым. В конце XVIII века Ёгна крупное селение, претендовавшее на роль уездного центра, но уездным городом стало село Весь Ёганская (Весьегонск). В середине XIX века относилось к Макаровскому приходу и волости Весьегонского уезда Тверской губернии. В 1858 году в Ёгне — 25 дворов, 147 жителей, в 1889 — 32 двора, 175 жителей. При селе две помещичьи усадьбы: Гронских (Десятовых) и Измайловых, которым принадлежали земли в Макаровской и Перемутской волостях. В 1919 году Ёгна — центр одноимённого сельсовета Макаровской волости, 51 двор, 257 жителей.

## Достопримечательности
Сохранился двухэтажный деревянный дом (1908) усадьбы помещицы Гронской, усадебный парк.
Рядом (через ручей) село Макарово (сейчас деревня), бывший центр волости и прихода. Заброшенная церковь Покрова Пресвятой Богородицы (1792—1803).